# Петер Варконі
Петер Варконі (угор. Várkonyi Péter; *3 квітня 1931, Будапешт, Королівство Угорщина — †14 жовтня 2008, Будапешт) — угорський державний діяч і дипломат, міністр закордонних справ Угорської Народної Республіки (1983-1989).

## Біографія
Закінчив Дипломатичну академію. Працював в системі Міністерства закордонних справ УНР: секретарем посольств у Великій Британії та Єгипті.
- 1958 — начальник прес-служби МЗС, помічник голови Ради Міністрів УНР;
- 1965 — заступник завідувача відділом ЦК УСРП;
- 1969-1980 — Директор Угорського телеграфного агентства;
- 1980-1983 — Секретар ЦК УСРП і головний редактор газети «Népszabadság»;
- 1983-1989 — Міністр закордонних справ УНР;
- 1989-1990 — Посол в США;
- У 1985-1989 — Депутат парламенту Угорської Народної Республіки.